# جکتاون (کنتاکی)
جکتاون (به انگلیسی: Jacktown) یک منطقهٔ مسکونی در ایالات متحده آمریکا است که در شهرستان کیسی، کنتاکی واقع شده‌است. جکتاون ۲۴۹٫۹۴ متر بالاتر از سطح دریا واقع شده‌است.